# Cámara estenopeica

Funcionamiento de una cámara estenopeica. Los rayos de luz provenientes de un objeto atraviesan un pequeño agujero para formar la imagen.

Una cámara estenopeica (del griego pitteno ‘estrecho’ y ὀπή/ope ‘abertura, agujero’) es una cámara fotográfica sin lente, que consiste en una caja estanca a la luz con solo un pequeño orificio por donde entra la luz, el estenopo, y un material fotosensible.
Para producir una imagen nítida es necesario que esta apertura sea muy pequeña, del orden de 0,5 mm (1/50 pulgadas). El obturador de la cámara normalmente consiste en un material que no permite el paso de luz con el que manualmente se tapa el orificio. Debido al tamaño de la apertura, el tiempo de exposición normalmente es mucho mayor al necesario con cámaras convencionales: puede ir desde 5 segundos hasta más de una hora.
La imagen puede ser proyectada sobre una pantalla translúcida para poder verse simultáneamente (común para eclipses solares), o sobre una película, o sobre un sensor digital CCD.

## Invención de la cámara oscura

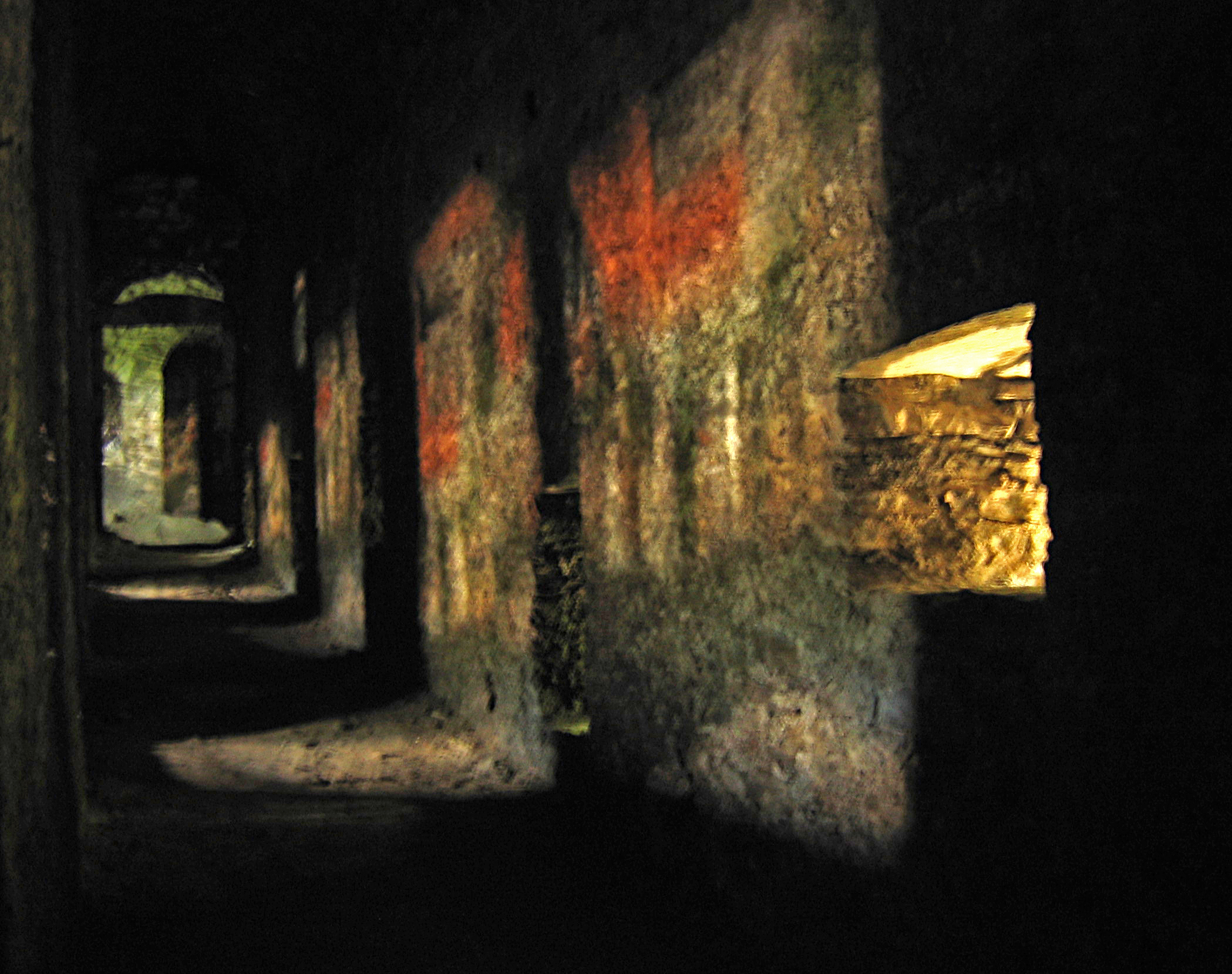
Cámara estenopeica natural, Castelgrande of Bellinzona, Suiza

Hay constancia de que desde el 500 a. C. hay referencias a la cámara oscura. Aristóteles y Euclides ya escribieron acerca de cámaras oscuras que ocurrían de manera natural, como la luz que pasa a través de una cesta tejida o entretejidos de hojas. Sin embargo, algunos antiguos griegos como Platón creían que el ser humano podía ver gracias a los rayos que emitían sus ojos.
Lo que ayudó entender mucho mejor a la cámara oscura fue descubrir que la luz entraba al ojo en vez de salir de él. Ibn al-Haytham (matemático, astrónomo y físico iraquí del siglo X) describió esta idea en su Libro de óptica (de siete volúmenes; también llamado Kitab al-Manazir y, en latín, De Aspectibus or Opticae Thesaurus: Alhazeni Arabis). También inventó la primera cámara oscura después de notar cómo salía la luz de un agujero en las persianas. La mejoró tras notar que, cuanto más pequeño el agujero, más nítida era la imagen.
En el siglo V a. C., el filósofo Mo Jing mencionó la teoría de una «imagen que se forma a través de un pequeño orificio».
Shen Kuo (1031-1095) experimentó con la cámara oscura.
Fue el primero en proveer sus atributos geométricos y cuantitativos.
En el siglo XIII, Robert Grosseteste y Roger Bacon comentaron sobre la cámara oscura.
Entre los años 1000 y 1600 estudiosos como Ibn al-Haytham, Gemma Frisius, y Giambattista della Porta escribieron sobre la cámara oscura y empezaron a explicar con más detalle por qué la imagen se invertía al pasar a través del orificio.
Las imágenes estenopeicas permitían ver con seguridad los eclipses de sol, ya que permitían observarlos sin mirar directamente al sol.

## Selección del tamaño de la abertura
En general, cuanto más pequeño sea el agujero la imagen tendrá una mejor resolución, ya que el círculo de confusión proyectado será más pequeño.
Sin embargo, si es extremadamente pequeño se puede producir mucha difracción, lo que afecta a la nitidez de la imagen.
Además, cuando el diámetro de la abertura se aproxima al grosor del material que se utiliza en el estenopo se produce un viñetado cerca de los bordes de la imagen porque puede incluso no llegar luz a estas áreas. 
Es recomendable que la abertura sea circular (reduce la refracción) y de un material lo más delgado posible.
Aunque existe la posibilidad de que este agujero sea realizado mediante un láser, un aficionado puede lograr agujeros con suficiente calidad como para trabajos fotográficos.
Un método muy utilizado es lijar una hoja delgada de latón o de aluminio (puede utilizarse la de las latas de bebidas) para reducir el grosor al máximo y después crear el agujero con una aguja, al final es necesario girar un poco la aguja y limar los bordes para que el agujero quede lo más uniforme posible.
El húngaro José Petzval fue el primero que intentó formular una ecuación para el diámetro óptimo.
{\displaystyle d=1,9{\sqrt {f\lambda }}}
Donde d es el diámetro, f es la distancia focal o longitud focal (distancia entre la abertura y la película) y λ es la longitud de onda de la luz, que para los cálculos de difracción se considera una longitud de onda de 550 nm que en la fórmula hay que pasar a milímetros (0,00055 mm).
Otra fórmula más exacta, extendida, fácil y que arroja resultados ligeramente inferiores: diámetro estenopo (d) = √ (0,0016 x dist. focal (F)) ⇒
(o lo que es lo mismo) ⇒ dist.focal (F) = 625 x d².

## Construcción de una cámara estenopeica
Las cámaras estenopeicas normalmente son hechas a mano por los fotógrafos.
En su forma más simple consiste en una caja que no permita la entrada de luz con un agujero en una de sus paredes y la película fotográfica o el papel fotográfico en la pared contraria.
Como obturador se usa una lámina de un material opaco.
El agujero se puede hacer con una aguja en una hoja delgada de aluminio o latón.
Esta pieza se pega a un hoyo un poco mayor que está cortado en una pared de la caja.
En algunas cámaras estenopeicas es posible deslizar el plano del material fotosensible.
Esto permite cambiar el ángulo de visión de la cámara y la relación de pasos del diafragma (número-f).
Al acercar el plano al agujero se lográ un mayor ángulo y un menor tiempo de exposición, si se aleja el ángulo será pequeño y el tiempo de exposición mayor.
También es posible hacer cámaras estenopeicas cambiando el objetivo de una cámara normal por una lámina con una pequeña abertura.
Las cámaras de 35 mm pueden ser especialmente útiles, aun si han sido dañadas, siempre y cuando el obturador aún funcione.
No obstante el gran incremento en la relación del diafragma hará que sea necesario disparar con luz intensa y película rápida para mantener tiempos de exposición relativamente cortos.

## Cálculo de la exposición y el número f (relación focal)
El número f se calcula al dividir la distancia focal de la cámara entre el diámetro del agujero.
El diámetro se puede conocer si se conoce el diámetro de la aguja utilizada.
La distancia focal es la distancia entre el plano del agujero y el del material fotosensible.
Por ejemplo, si una cámara tiene un agujero de diámetro de 0,5 mm y una distancia focal de 50 mm tendrá un número f igual a 100 (50/0,5).
Debido al número de diafragma tan grande las exposiciones normalmente tendrán un error de reciprocidad. Esto quiere decir que si el tiempo de exposición es mayor a un segundo para la película o 30 segundos para el papel se rompe la respuesta lineal de estos a la intensidad de la iluminación y es necesario usar tiempos mayores.
Otra característica de las cámaras estenopeicas es que es posible deformar o multiplicar la imagen al utilizar más de un agujero o modificar el plano del material fotosensible. Por ejemplo, es posible tomar fotografías con perspectiva cilíndrica o esférica. Estas características tienen gran aplicación en fotografía de arte o con propósitos creativos. Esta cámara representó un gran avance para la ingeniería de la luz y dio lugar a un gran avance tecnológico.
Durante un tiempo la fotografía estenopeica fue considerada una técnica obsoleta, sin embargo, actualmente se considera una tendencia artística en la fotografía.

## Efecto de ennegrecimiento en los bordes de la copia o del negativo
En las fotos estenopeicas hechas sobre un plano, se detecta un defecto que consiste en la irregular distribución de la luz, siendo más intensa en el centro que en los bordes.
El motivo es que generalmente la película se apoya sobre un plano (el plano focal), y esto da lugar a que la luminosidad que llega a los distintos puntos de la película no sea uniforme, ya que salvo el punto del centro, todos los demás están a distancias crecientes con respecto al central, lo que ocasiona que el número f (abertura relativa=Distancia focal / Diámetro del estenopo) varíe de un punto a otro, siendo tanto mayor cuanto más lejos esté del estenopo.
A este efecto se suma otro que tampoco carece de importancia, y es el ángulo con que cada punto del negativo ve el agujero del estenopo: el punto central del negativo lo verá como un círculo perfecto, mientras que los demás puntos verán elipses, que van siendo más estrechas cuanto más se alejan los puntos, lo que indica que disminuye su superficie y, en consecuencia, la luminosidad que llega a los puntos alejados del centro.
Para que el total de la superficie fuese uniformemente iluminada, tendría que apoyarse en una superficie que fuese el lugar geométrico de todos los puntos que cumpliesen la condición de que la apertura relativa para su posición fuese constante e igual a la apertura f nominal.
Si pensamos un poco, llegamos a la conclusión de que esa superficie no puede ser otra que la esférica.
Pero como es imposible ajustar una película a esta superficie, podemos prescindir de una dimensión, y conformarnos con una superficie cilíndrica de base circular, que en ésta sí podemos ajustar la película.
Si así lo hacemos, conseguiremos una luminosidad uniforme a lo largo de las líneas horizontales, mejorando sensiblemente la calidad del estenotipo, aunque se apreciaría variación de la luminosidad en las verticales que, al ser la menor dimensión, el defecto sería menos visible.
La posición del cilindro focal respecto a la cámara es aquel cuyo diámetro coincide con la distancia focal y es tangente al plano que contiene al agujero estenopeico.

## Día Mundial de la Fotografía Estenopeica
El último domingo de abril se celebra el Día Mundial de la Fotografía Estenopeica (WPPD), evento que se realiza desde 2001 de carácter popular y abierto a cualquier persona en todo el mundo, con la finalidad de alentar a todos los amantes de la fotografía estenopeica, así como a la gente que nunca la ha intentado a que participen creando sus cámaras y tomando fotografías para seguir difundiendo esta técnica.

## Fotógrafos que usan esta técnica
- Billy Childish
- George Davison
- Steven Pippin
- Abelardo Morell

### En español
- CazaImagen.com (herramienta en línea para calcular las características de una estenopeica existente o en fabricación).

### En inglés
- The Pinhole Camera, Matt Young Archivado el 16 de mayo de 2017 en Wayback Machine.
- Kodak on Pinhole Camera construction
- Alien Planets to Pose for Giant Pinhole Camera in Space Archivado el 13 de febrero de 2011 en Wayback Machine.

- Datos: Q313742
- Multimedia: Pinhole cameras / Q313742